# Canistrum tenuisepalum
Canistrum tenuisepalum là một loài thực vật có hoa trong họ Bromeliaceae. Loài này được (Leme) ined. mô tả khoa học đầu tiên.